# Els Garidells
Els Garidells är en kommun i Spanien.   Den ligger i provinsen Província de Tarragona och regionen Katalonien, i den östra delen av landet, 400 km öster om huvudstaden Madrid. Antalet invånare är 193. Arean är 3,1 kvadratkilometer. Els Garidells gränsar till Vallmoll, La Secuita, Perafort och El Morell. 
Terrängen i Els Garidells är platt.